# 1985
Cette page concerne l'année 1985 (MCMLXXXV en chiffres romains) du calendrier grégorien. Pour l'année 1985 av. J.-C., voir 1985 av. J.-C.  Pour les articles homonymes, voir 1985 (homonymie).
L'année 1985 est une année commune qui commence un mardi.

## En bref
- 11 mars : arrivée au pouvoir de Mikhaïl Gorbatchev en URSS.
- 23 juin : un attentat contre le vol Air India 182 au-dessus de l’Atlantique fait 339 morts. C’est l’attentat le plus meurtrier avant ceux du 11 septembre 2001[1].
- 10 juillet : affaire du Rainbow Warrior.
- 1er septembre : l’épave du Titanic est retrouvée par une expédition franco-américaine dirigée par Robert Ballard[2].
- 7 octobre : crise de Sigonella.

## Relations internationales
- 12 mars : à la suite des entretiens Shultz-Gromyko (7-8 janvier), les négociations américano-soviétiques sur la limitation des armes spatiales, des missiles intercontinentaux et intermédiaires reprennent à Genève[3],[4].
- 22 mars : convention de Vienne sur la protection de la couche d’ozone[5].

- 2-3 mai : sommet du G7 à Bonn[6]. François Mitterrand est isolé pour résister à la pression de Ronald Reagan sur de nouvelles négociations sur le commerce international dans le cadre du GATT et sur la participation des Européens à l’Initiative de défense stratégique[7].

- 28 août : le rapport Whitaker est adopté par la Commission des droits de l’homme des Nations unies ; il mentionne « le massacre ottoman des Arméniens » comme cas de génocide[8].

- 22 septembre : signature des accords du Plaza à New York entre les États-Unis, la France, le Royaume-Uni, l’Allemagne de l’Ouest et le Japon, pour une gestion concertée des taux de change afin de faire baisser le dollar[9] (qui avait atteint 10,6 francs français).
- 24 octobre : pour le quarantième anniversaire des Nations unies, Ronald Reagan propose à l’URSS de négocier, parallèlement aux négociations sur le désarmement, le règlement de cinq conflits régionaux : Afghanistan, Angola, Cambodge, Éthiopie et Nicaragua[4].

## Événements

### Afrique
- 1er février : création du fonds spécial pour l'Afrique au sein de la Banque mondiale, à la suite d'une proposition de la France lors d'une réunion tenue à Paris[10].
- 10 février : Nelson Mandela rejette l’offre de libération conditionnelle de Pieter Willem Botha par un communiqué lu par sa fille Zindzi[11].

- 21 mars : 47 personnes qui participent à un enterrement sont tuées par la police  à Langa près de Uitenhage, le jour de la 25e commémoration du massacre de Sharpeville[12].

- 6 avril : chute de Nimeiry, renversé par un coup d’État militaire dirigé par le général Swar al-Dahab alors qu’il était en visite aux États-Unis[13].

- 4 juillet : échec d’une tentative de coup d’État en Guinée par le colonel Diarra Traoré, premier ministre, alors que le président Lansana Conté participe au sommet de la CEDEAO au Togo. Diarra Traoré est arrêté et le 6 juillet des émeutes éclatent à Conakry contre les Malinké dont les biens sont pillés[14].
- 20 juillet, Afrique du Sud : révolte des ghettos noirs et instauration de l’état d’urgence par le régime de Pretoria[15].
- 27 juillet, Ouganda : un coup d’État militaire mené par Bazilio Olara Okello renverse Milton Obote, remplacé par le général Tito Okello le 29 juillet[15].

- 27 août : au Nigeria, l’armée porte au pouvoir le général Ibrahim Babangida qui s’engage à sauver le pays de la catastrophe économique[15].

- 1er octobre : opération Jambe de bois. Raid de l’armée de l’air israélienne survenu contre le quartier-général de l’Organisation de libération de la Palestine (OLP) à Hammam Chott (Tunisie) ; 68 personnes sont tuées (50 Palestiniens et 18 Tunisiens)[15].
- 27 octobre : Félix Houphouët-Boigny, seul candidat, remporte l'élection présidentielle ivoirienne[16].

- 25 novembre : création d’un groupe de sept personnalités éminentes (EPG), conduit par le général Olusegun Obasanjo, ancien chef d’État du Nigeria, et Malcolm Fraser, ancien premier ministre australien, chargé par le Commonwealth de suivre l’évolution de l’apartheid en Afrique du Sud où il se rend entre janvier et juin 1986[17].

- 7 décembre : le parti unique remporte les élections législatives au Cap-Vert[18].
- 25 - 30 décembre : guerre de la Bande d’Agacher entre le Burkina Faso et le Mali[19].

### Amérique

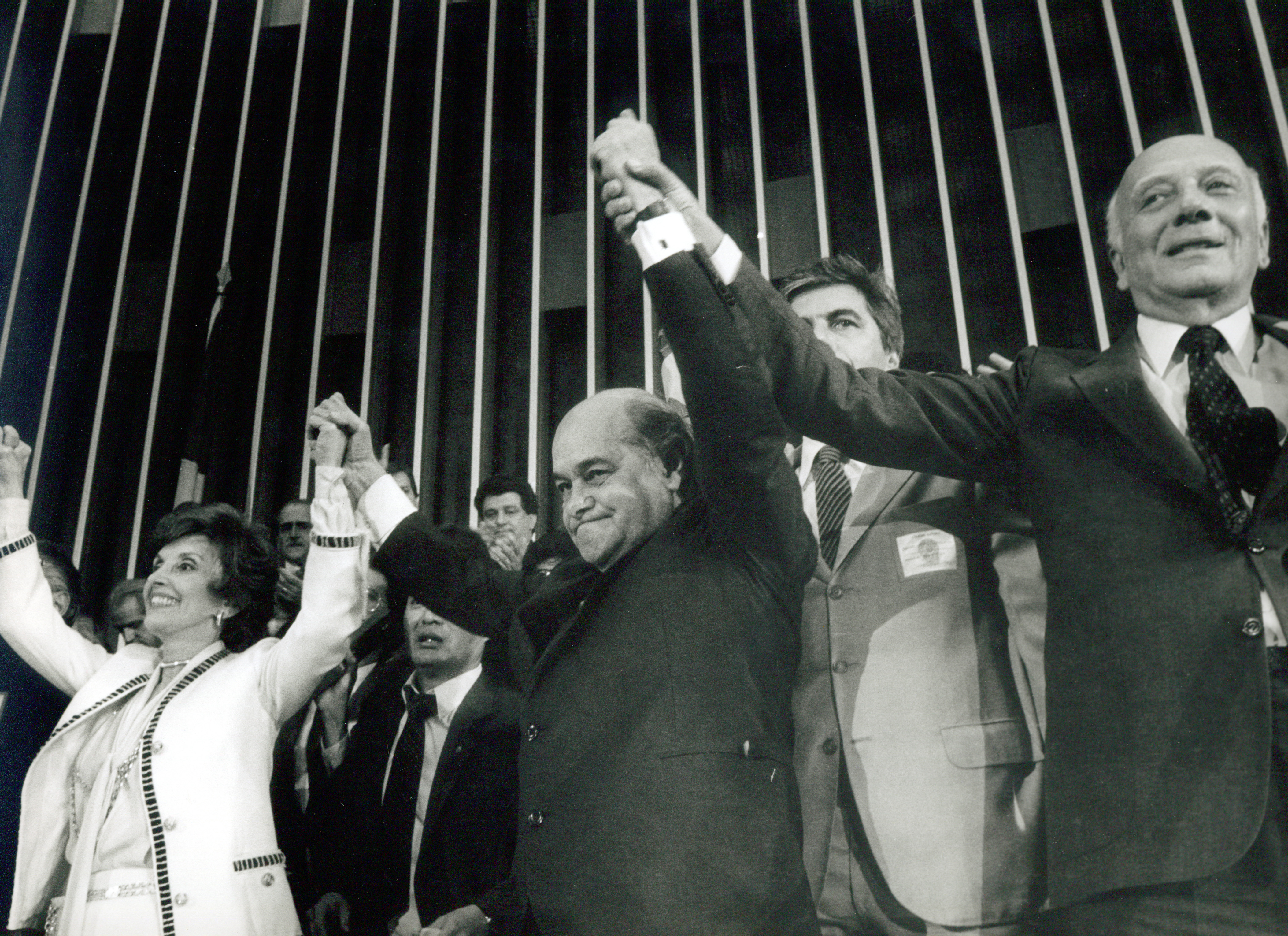
15 janvier : Tancredo Neves est élu président de la République du Brésil au suffrage indirect.

- 15 janvier, Brésil : d’immenses manifestations populaires ont obligé le général João Figueiredo à rendre le pouvoir, et un civil, Tancredo Neves est élu président de la République avec 480 voix contre 180. Il est hospitalisé le 14 mars avant son investiture et meurt le 21 avril[20]. Un gouvernement civil et la démocratie remplace la dictature militaire au Brésil.
- 20 janvier, États-Unis : réinvestiture de Ronald Reagan pour son deuxième mandat.
- 1er mars : Julio María Sanguinetti est investi président en Uruguay[21]. Fin de la dictature militaire et restauration de la démocratie en Uruguay.

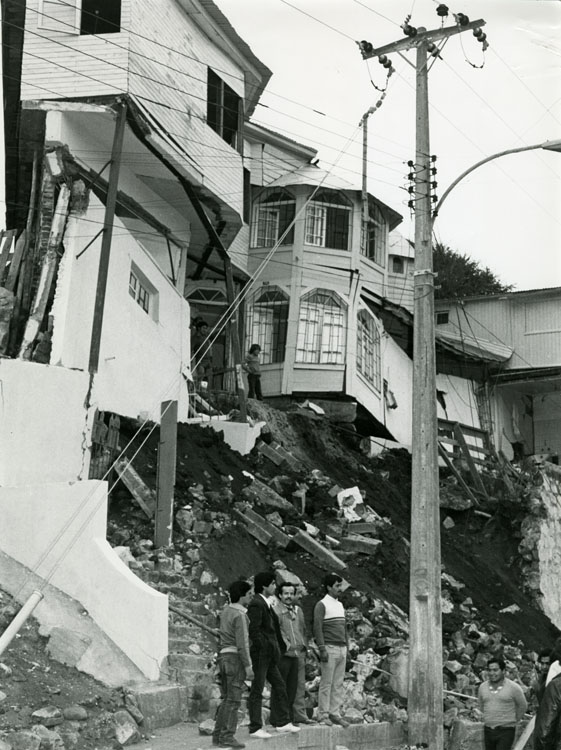
Dégâts causés par le tremblement de terre à San Antonio.

- 3 mars : un tremblement de terre de 7,8 sur l’échelle de Richter centré sur Algarrobo dévaste la côte de Valparaiso et Santiago au Chili[22].
- 15 mars : le vice-président José Sarney remplace Tancredo Neves à la présidence du Brésil (fin en 1990). Dès avril, il impose un programme d’austérité économique et le 28 février 1986 introduit une nouvelle monnaie, le cruzado, pour tenter de contenir une inflation galopante qui se monte à 265 %[23].
- 30 mars, Chili : Caso Degollados. Découverte des dépouilles de trois intellectuels communistes (deux syndicalistes et un membre du Vicaría de la Solidaridad, association catholique de défense des droits de l’homme) sauvagement assassinés. La junte prétend faire passer les meurtres pour des « règlements de comptes entre marxistes », mais le scandale provoque finalement la démission du général César Mendoza le 2 août[24].
- 31 mars : le PDC remporte les législatives au Salvador avec 33 sièges sur 60 contre 13 pour l’ARENA. Le Salvador connaît alors une dérive conservatrice sur le plan économique. Des mesures impopulaires succèdent aux échecs des négociations de paix. La corruption généralisée altère la crédibilité du régime[25].

- 14 avril : élections générales péruviennes. Alan García (35 ans), candidat de l’APRA, est élu président du Pérou[26].
- 22 avril : ouverture en Argentine du procès de neuf chefs militaires accusés d’avoir commis 711 cas de violation des droits de l’homme. Ce « procès du siècle se termine le 14 août par la condamnation du général Videla à la réclusion à perpétuité et de Viola à une peine de 17 ans. Des 3 000 militaires mentionnés par le rapport de CONADEP responsables de la disparition de plus de 9 000 personnes, seuls les officiers ayant pris des initiatives sont inquiétés[25],[27].

- Avril : les États-Unis proposent un plan de paix pour l’Amérique centrale consistant clairement à tenter d’éliminer les Sandinistes en exerçant sur eux une pression militaire grâce à la contra et en les contraignant à organiser des élections concurrentielles[25].

- 1er mai : les États-Unis décrètent l’embargo économique contre le Nicaragua[28]. Les Sandinistes doivent se tourner de plus en plus vers les pays de l’Est, puis prendre des mesures d’ajustement économique.
- 31 mai : constitution démocratique au Guatemala[29]. Les militaires cèdent le pouvoir aux civils.
- 14 juin : le ministre de l’économie argentin Juan Vital Sourrouille (es) lance le plan austral argentin[30] : gel général des prix et des salaires, fixité du taux de change. Pour lutter contre l’inflation, le peso cède la place à l’austral, avec une dévaluation de 40 %. L’inflation passe de 350 % au premier semestre à 20 % au second. Dès avril 1986, le gouvernement annonce que certains prix et salaires seraient ajustés et le plan perd sa crédibilité. La réduction de l’inflation est de courte durée, et en 1989 le pays est plongé de nouveau dans une situation désastreuse[25].

- 7 juillet, Mexique : dans un climat d’irrégularité, le Parti révolutionnaire institutionnel se déclare vainqueur des élections parlementaires[31].
- 22 juillet : référendum constitutionnel à Haïti ; 99,98 % des électeurs approuvent la politique de Jean-Claude Duvalier, confirmé comme président à vie[32].
- 28 juillet : Alan García prend ses fonctions de président du Pérou. Il entreprend la consolidation démocratique en élargissant sa base de soutien dans la lignée de l’APRA et du réformisme militaire. Malgré des réformes, il ne parvient pas limiter la violence[26]. En août, il lance un programme économique consistant en une relance de la consommation par des augmentations de salaires, un gel des prix et une dévaluation de 12 %. Les remboursements des intérêts de la dette sont strictement limités. L’inflation est momentanément contrôlée et le Pérou connaît des taux de croissance de 9,5 % en 1986 et 6,9 % en 1987, avant que l’ampleur du déficit fiscal ne provoque une hausse de l’inflation[33].

- 29 août : mise en pratique d’un programme de stabilisation économique en Bolivie (Nueva Política Económica)[34]. Le déficit budgétaire est brutalement réduit, ce qui fait tomber l’inflation de 8 170 % en 1985 à 11 % en 1987, sans restaurer cependant une solide croissance.

- 12 septembre : acte de Contadora pour la paix et la coopération en Amérique centrale. Le 8 novembre, le président du Nicaragua Daniel Ortega annonce qu’il signera le document si on inclut un protocole demandant aux  États-Unis de cesser leurs agressions contre son pays[35].
- 19 septembre : violent tremblement de terre au Mexique, de magnitude 8,0, faisant de 9 500 à 30 000 morts, principalement à Mexico, à 350 km de l’épicentre[36].

- 15 octobre : durcissement du régime sandiniste au Nicaragua. Suspension des libertés fondamentales[37].
- 22 octobre : les États-Unis lancent le plan Baker pour résoudre la crise de la dette[38]
- 26 octobre-1er novembre : ouragan Juan sur la côte de la Louisiane[39].

- 6 novembre, Colombie : prise du palais de justice de Bogota par les militants du M-19[40].

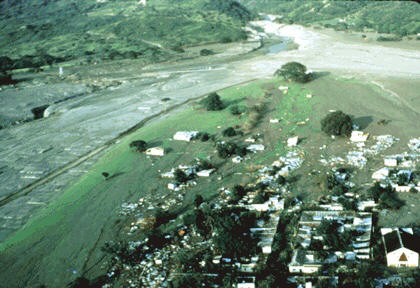
13 novembre : tragédie d’Armero.

- 13 novembre : éruption catastrophique du Nevado del Ruiz en Colombie, faisant 23 187 morts[41] (du fait d’un lahar) ; un géographe français, J.-C. Thouret, avait cartographié les impacts possibles d’une telle catastrophe mais les autorités n’avaient pas jugé opportun de faire évacuer la ville. Les télévisions retransmettent le décès en direct d’une fillette[42].
- 24 novembre : élection au Honduras, remportées par le Parti libéral, divisé. La succession de Suazo plonge le pays dans une crise constitutionnelle que l’armée doit résoudre avec autorité[43].

### Asie et Pacifique
- 12 janvier-30 juin : état d’urgence en Nouvelle-Calédonie où se produisent des troubles[44].
- 14 janvier : Hun Sen, Premier ministre du Cambodge[45].

- 5 février : premier ministre néo-zélandais David Lange refuse le droit d’escale à l’USS Buchanan, capable de transporter des armes nucléaires. Le gouvernement néo-zélandais interdit l’entrée de ses ports aux navires à propulsion nucléaire ou dotés d’armes atomiques, ce que le Pentagone refuse de confirmer ou de démentir. Les États-Unis répliquent en considérant que l’ANZUS ne les lie plus à la Nouvelle-Zélande[46].
- 15 février : Investigation du quartier général des Kmers Rouges par l'armée vietnamienne.
- 22 février : élections législatives samoanes[47].

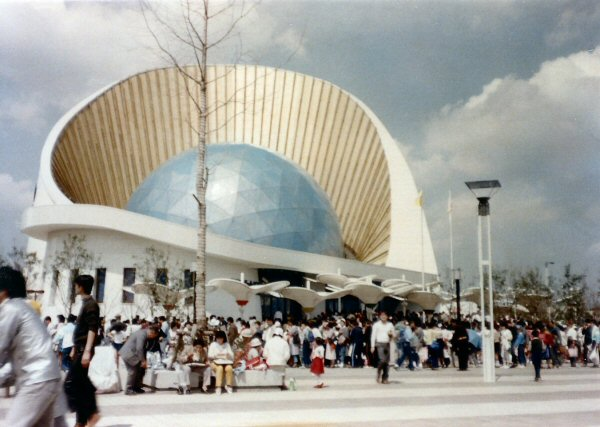
Exposition internationale de Tsukuba.

- 17 mars-16 septembre : exposition universelle de Tsukuba au Japon sur le thème  « La maison et son environnement : science et technologie au service de l’Homme chez lui »[48].
- Mars : recul du parti du Congrès lors des élections régionales en Inde, notamment dans le Maharashtra, où une coalition du BJP et du Janata Party est victorieuse[49].

- 23 avril : affaire Shah Bano en Inde. La Cour suprême condamne un musulman à subvenir aux besoins alimentaires de la femme qu’il avait répudiée. Les organisations musulmanes critiquent vivement cette décision contraire à la charia[50]. Le 25 février 1986, Rajiv Gandhi présente un projet de loi, le Muslim Women Bill, qui désavoue la Cour suprême et s’aligne sur la charia[51].

- 9-16 juillet, dégel sino-soviétique : voyage en URSS du vice-premier ministre chinois Yao Yilin[52]. Il signe un accord commercial de cinq ans prévoyant que le commerce bilatéral atteindrait 5 ou 6 milliards de dollars, contre 300 millions de dollars en 1981[53].

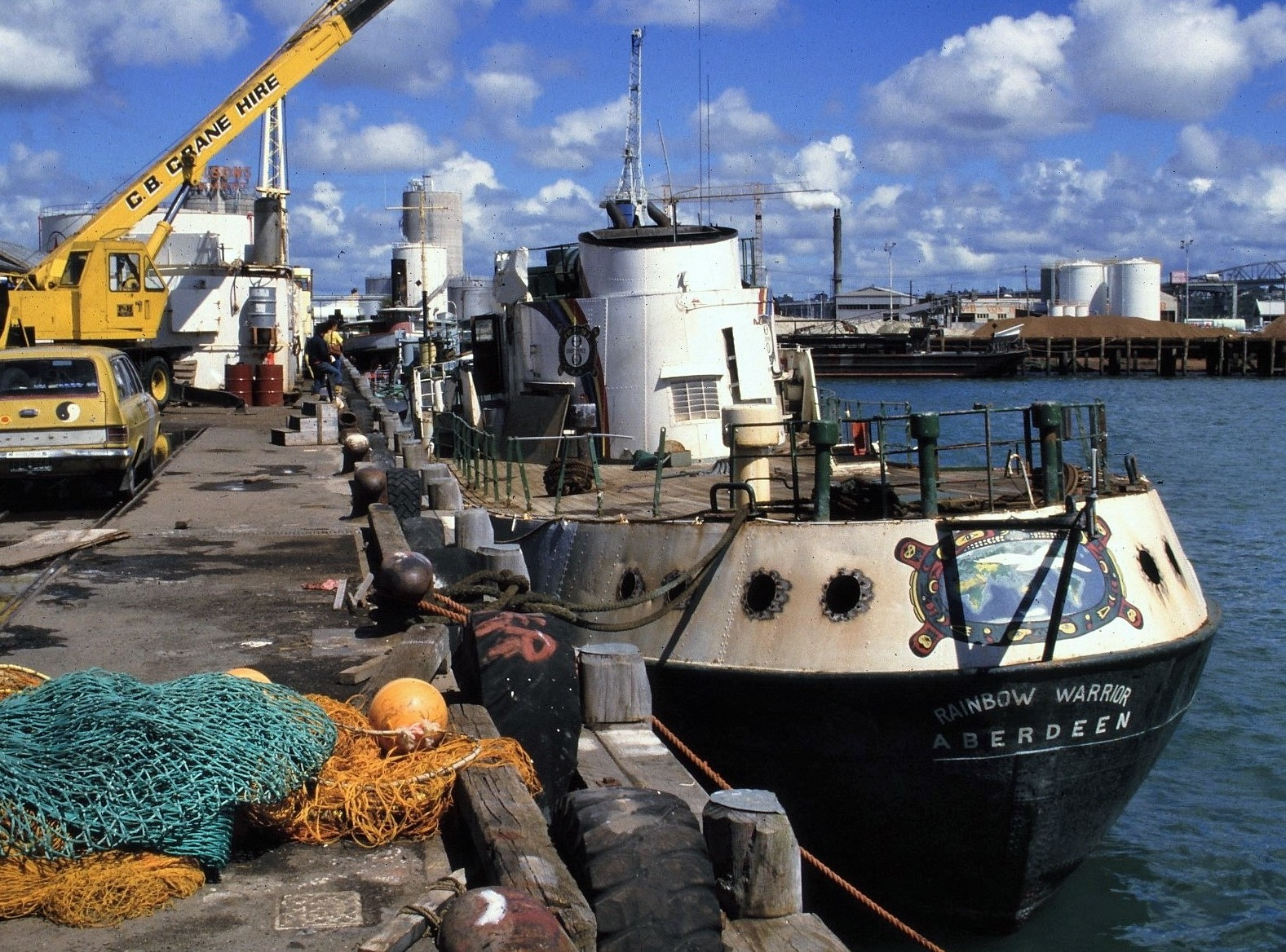
10 juillet : affaire du Rainbow Warrior.

- 10 juillet : explosion du Rainbow Warrior, navire du groupe écologiste Greenpeace, dans le port d’Auckland, du fait des services secrets français (DGSE). Le 22 septembre, le gouvernement français admet sa responsabilité[15].
- 20 juillet : ouverture de l’Université du Tibet à Lhassa[54].
- 24 juillet : accord Rajiv-Longowal signé au Pendjab à la suite de pourparlers secrets avec les autonomistes modérés[49].

- 6 août : traité de Rarotonga pour la création d’une zone dénucléarisée dans le Pacifique Sud[55]. Il est finalement ratifié en 1996 par les États-Unis, le Royaume-Uni et la France.
- 12 août : un Boeing 747, le vol 123 Japan Airlines, s’écrase sur une montagne, après avoir voulu retourner à Tokyo à la suite d’un problème de décompression de l’appareil. 520 personnes y trouvent la mort[56].
- 20 août, Inde : le dirigeant indépendantiste modéré Harchand Singh Longowal (en) est assassiné[57], et l’engrenage de la violence est réamorcé au Khalistan.
- 29 août, Inde : Terrorist and Disruptive Activities (Prevention) Act[49].
- Août : accord de pêche de l’URSS avec l’archipel des Kiribati, permettant l’expansion navale soviétique dans le Pacifique[58].

- 20-23 septembre : premier échange de visites de famille des deux Corée séparées depuis la guerre, à Séoul et à Pyongyang[59].
- 22 septembre : réévaluation du yen après les accords du Plaza[60].

- 17 octobre : Mikhaïl Gorbatchev fait accepter par le Politburo le principe d’un retrait des troupes russes d’Afghanistan[61], assorti de certaines conditions : l’Union soviétique demande aux États-Unis qu’ils cessent d’approvisionner la résistance afghane pour que le régime du président Mohammed Nadjibullah puisse survivre, au prix de concessions aux islamistes fondamentalistes[62]. Au milieu des années 1980, les forces gouvernementales et quelque 120 000 militaires soviétiques contrôlent les villes et routes principales mais le reste du pays est aux mains des rebelles.
- 26 octobre : le mont Uluru (Ayers Rock), site sacré des Aborigènes d’Australie, est restitué à ses propriétaires ancestraux, les Yankunytjatjara et les Pitjantjatjara, qui en font un parc[63].

- 8 décembre : fondation à Dacca de la SAARC (South Asian Association for Regional Cooperation)[64]. Sur le chemin du retour, le général Muhammad Zia-ul-Haq, président de la République islamique du Pakistan, s’arrête à Delhi et s’engage avec Rajiv Gandhi à ne pas attaquer leurs installations nucléaires réciproques[65].

### Proche-Orient
- 11 février : accord jordano-palestinien. L’OLP reconnaît toutes les résolutions de l’ONU et propose la « terre contre la paix ». L’accord appelle à une conférence internationale composée des cinq membres du Conseil de sécurité et de toutes les parties prenantes au conflit, y compris l’OLP[66]. La mise en place d’un gouvernement d’union nationale (Likoud et gauche) paralyse la réaction d’Israël (septembre). Shimon Peres envisage favorablement l’action jordanienne et propose un règlement par étapes, avec une période intermédiaire où la Jordanie et Israël géreront les affaires palestiniennes en liaison avec une assemblée élue. Une série d’attentats palestiniens (comme l’affaire Achille Lauro) et de représailles israéliennes met fin au processus (19 février 1986).

- 11 - 22 mars, guerre Iran-Irak : opération Badr[67]. L’Iran abandonne sa tactique des vagues humaines et prépare de petites offensives sur des points précis.
- 12 mars, Liban : les Forces libanaises se soulèvent contre Amine Gemayel et portent à leur tête Samir Geagea et Elie Hobeika[68].
- 22 mars : enlèvement à Beyrouth de deux diplomates français, Marcel Carton et Marcel Fontaine, revendiqué par le Jihad islamique[69].

- 22 avril : signature à Washington  d’un accord de libre-échange entre les États-Unis et Israël ; il entre en vigueur le 19 août[70].

- 19 mai-17 juin, guerre du Liban : la milice chiite Amal mène une meurtrière « guerre des camps » à Beyrouth contre les organisations palestiniennes et affronte l’OLP qui tente de se réimplanter dans le Sud[71].
- 22 mai : enlèvement à Beyrouth de deux Français, le chercheur Michel Seurat et le journaliste Jean-Paul Kauffmann[69].

- 10 juin : les dernières troupes israéliennes quittent officiellement le Liban, tout en laissant le contrôle de la zone frontière à une milice locale supplétive, l’Armée du Liban Sud[72].
- 7-9 août : le sommet arabe extraordinaire de Casablanca est réuni à l’initiative du roi du Maroc à la demande de Yasser Arafat. Le roi Hussein de Jordanie demande aux seize pays de la Ligue arabe présent de soutenir le plan du 11 février ; le sommet annonce une médiation entre la Syrie, l’Irak et la Jordanie. La volonté de l’Irak de poursuivre la guerre contre l’Iran est condamnée[73].

- 27 septembre : le roi Hussein présente son plan de paix reprenant les termes de la résolution 242 devant l’Assemblée générale de l’ONU ; le 1er octobre, la Jordanie et Israël demandent séparément au Secrétaire général des Nations unies de convoquer une conférence internationale pour le 31 octobre[73].

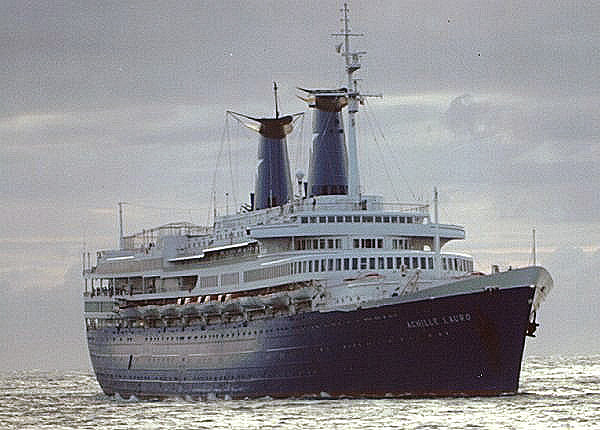
7 octobre : détournement du paquebot italien Achille Lauro par un commando terroriste palestinien.

- 7-14 octobre : crise de Sigonella. Des terroristes palestiniens détournent le paquebot italien Achille Lauro et tuent un passager américain avant de se réfugier dans un port égyptien[15]. Une négociation italo-égyptienne conduit à promettre un retour en sécurité à ces terroristes dans le pays de leur choix en échange de l’abandon du bateau et de ses passagers. Les quatre palestiniens s’envolent dans un Boeing égyptien, qui est intercepté par la chasse américaine et contraint de se poser sur une base de l’OTAN en Sicile. Washington réclame la livraison des pirates. Bettino Craxi, ayant donné sa parole à l’Égypte, refuse de céder et les quatre Palestiniens vont librement en Yougoslavie le 12 octobre.

- 9 décembre : à la suite de la décision de l’Arabie saoudite d’accroître ses exportations de pétrole, l’OPEP décide d’abandonner la défense du prix officiel de 29 $ pour rétablir ses parts de marché, ce qui entraîne un effondrement des prix du brut à 10 $ le baril en 1986[74],[75].
- 28 décembre, Liban : accord à Damas entre les milices druzes, chiites et chrétiennes[76]. À l’automne, la Syrie essaie d’établir un accord entre les chefs des principales milices (Elie Hobeika pour les Forces libanaises, Nabih Berri pour Amal et Walid Joumblatt pour le PSP). L’accord prévoit la fin de l’état de guerre, un gouvernement d’union nationale, la dissolution des milices, une parité parlementaire entre chrétiens et musulmans, un renforcement des pouvoirs du président du Conseil au détriment du président de la République, le retour des réfugiés civils, la réorganisation de l’armée, l’établissement de relations privilégiées avec la Syrie. Les chiites refusent l’accord car la parité va à l’encontre de leur conquête du pouvoir. Les autres parties refusent également.

### Europe

#### Europe de l’Est
- 13 février : les leaders de Solidarnosc Bogdan Lis, Adam Michnik et Władysław Frasyniuk sont arrêtés.
- 10 mars : en URSS, mort de Konstantin Tchernenko[4].
- 11 mars : Mikhaïl Gorbatchev remplace Konstantin Tchernenko à la tête de l’URSS[4]. Après avoir assuré son pouvoir en changeant les membres du Politburo, Gorbatchev lance une campagne destinée à réformer la société soviétique. Son ordre du jour parle de perestroïka (restructuration) de l’économie nationale et de glasnost (transparence) dans les affaires politiques et culturelles.
- 17 mars : élections législatives roumaines[77].

- 8 avril : Mikhaïl Gorbatchev confirme son accord pour une rencontre au sommet avec Reagan et annonce un moratoire sur le déploiement des SS-20 en Europe[4].
- 11 avril : en Albanie, mort du secrétaire général du Parti du travail Enver Hoxha au pouvoir depuis 1944. Son successeur, Ramiz Alia, poursuit la politique d’autarcie extrême qui réduit le peuple à la pauvreté[78].
- 26 avril : reconduction « pour 20 ans » du pacte de Varsovie ; Gorbatchev met en garde les pays du pacte contre le projet américain d’Initiative de défense stratégique[4].

- 17 mai : mesures de lutte contre l’alcoolisme en URSS[4].

- 2 juillet : Andreï Gromyko est élu président du præsidium du Soviet suprême de l’Union soviétique. Edouard Chevardnadze le remplace comme ministre des Affaires étrangères[4].
- 6-7 juillet, République socialiste tchécoslovaque : le pèlerinage à Velehrad pour le 1100e anniversaire de Méthode rassemble entre 200 000 et 250 000 personnes et se transforme en manifestations de croyants moraves et slovaques contre le régime communiste[79].
- 30 juillet : l’URSS annonce la suspension de ses essais nucléaires du 6 août au 31 décembre à l’occasion du dixième anniversaire des accords d’Helsinki[4].

- 27 septembre : pour lancer son programme de réformes économiques en URSS, Gorbatchev remplace au poste de Premier ministre le récalcitrant Nikolai Tikhonov par Nikolai Ryzhkov, jugé plus ouvert[80]. Jusqu’en 1987, Gorbatchev reste cependant attaché à une économie planifiée dans laquelle il introduit progressivement des éléments de marché.

- 13 octobre : élections législatives polonaises[81].
- 15 octobre : le plénum du Comité central du Parti communiste de l’Union soviétique adopte les orientations économiques pour 1986-1990 et le projet de nouvelle rédaction du programme du Parti communiste avec modification des statuts[80].
- 17 octobre : Mikhaïl Gorbatchev fait accepter par le Politburo le principe d’un retrait des troupes russes d’Afghanistan[82].

- 9 novembre : Garry Kasparov devient champion du monde des échecs et détrône Anatoli Karpov, tenant du titre depuis 1975[83].

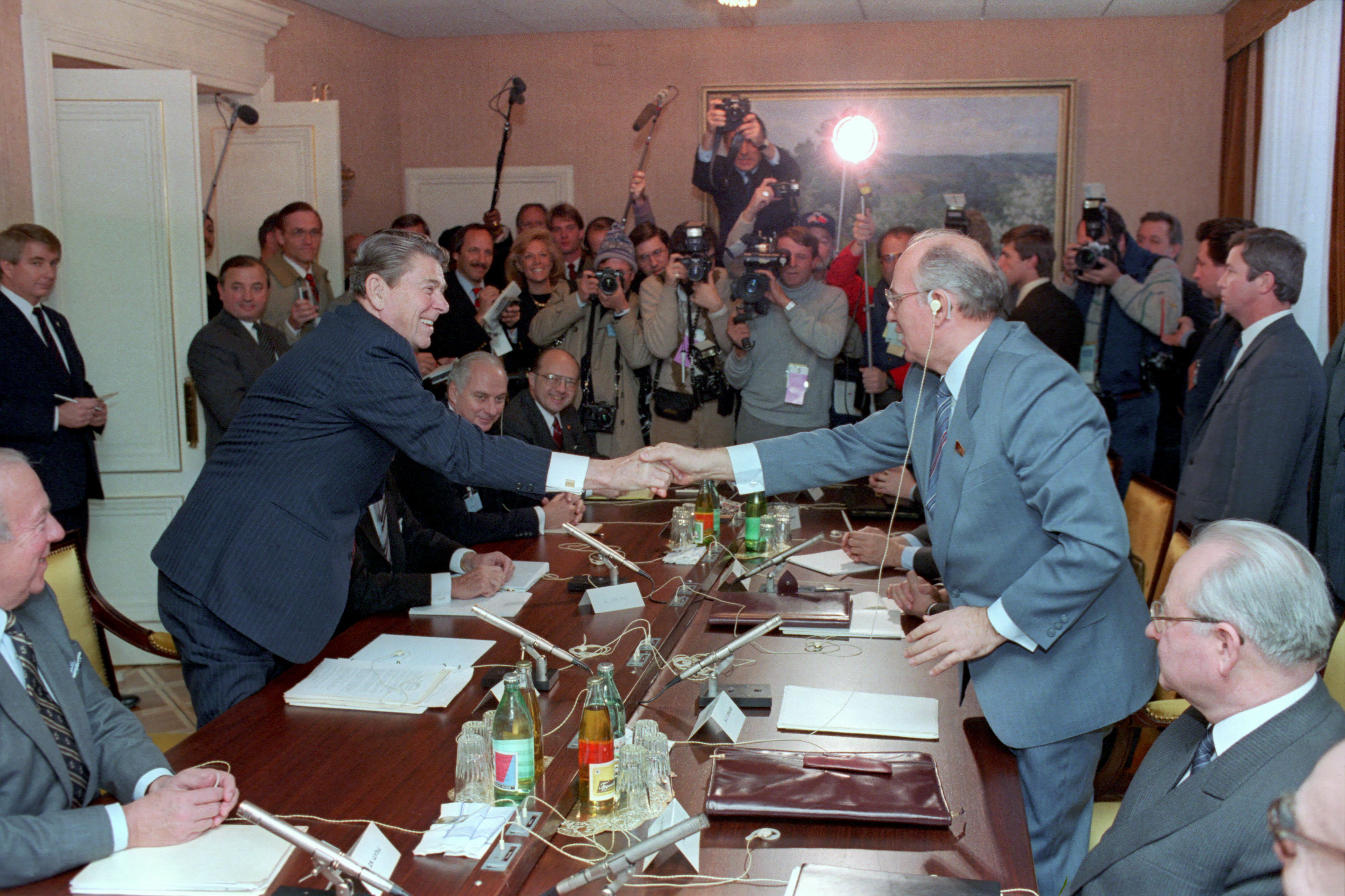
Gorbachev et Reagan au sommet de Genève.

- 19-21 novembre : sommet de Genève amorçant une coopération entre les États-Unis et l’URSS[4].
- 21 novembre : en URSS, un décret met en place le Gosagroprom, super ministère chargé de chapeauter les activités agro-industrielles et de tenter d’en améliorer l’approvisionnement[4].

#### Europe de l’Ouest
- 6 janvier : début du premier mandat de Jacques Delors comme président de la Commission européenne (Commission Delors I)[84].

- 1er février : le Groenland, province autonome danoise soucieuse de protéger ses ressources marines, se retire de la CEE[85].

- 5 mars : échec et fin de la longue grève des mineurs au Royaume-Uni (plus d’un an)[86].
- 25 mars : accord de Bruxelles, préparant l’entrée de l’Espagne dans la CEE[87].

- 17 avril : Paris propose à la CEE le lancement du projet Eurêka[88].
- 23 - 24 avril : visite à Rome d’Erich Honecker (RDA)[89]. Il est reçu par le pape le 24 avril[90].

- 11 mai : désastre de Valley Parade. Un incendie provoque 56 morts dans un stade de Bradford en Angleterre[91].
- 29 mai : drame du Heysel. Émeute mortelle au stade du Heysel à Bruxelles lors de la finale de la Coupe d’Europe de Football : 39 morts et 600 blessés[91].

- 2 juin : victoire du PASOK aux élections législatives grecques. Gouvernement Andréas Papandréou II[92].
- 12 juin : l’Espagne et le Portugal signent leur adhésion à la CEE[93].
- 13 juin
  - Portugal : démission de Mário Soares à la suite du départ des ministres sociaux-démocrates de son gouvernement de « grande coalition »[94].
  - le Conseil de l’Union européenne  lance le concept de « Capitale européenne de la culture » à l’initiative du ministre de la culture grecque Melina Mercouri ; le titre est attribué pour la première fois à la ville d’Athènes[95].
- 14 juin : 
  - le vol 847 TWA, reliant Athènes à Rome, est détourné par des membres du Hezbollah[96]. L’opération ne trouve un dénouement que deux semaines plus tard, après de multiples péripéties.
  - signature du premier accord de Schengen par les ministres des Affaires étrangères d’Allemagne, de Belgique, de France, du Luxembourg et des Pays-Bas[85]. Il s’agit d’accords relatifs à la suppression graduelle des contrôles à leurs frontières communes.
- 20 juin : les Commissions ouvrières appellent à la grève générale contre un projet de réforme des pensions en Espagne. Le pays connait des conflits sociaux dus à la précarité de l’emploi et aux inégalités ((1 619 000 travailleurs en grève en 1985, dont 1 094 000 en juin)[97].
- 25 juin, Portugal : démission du gouvernement de Mário Soares. Le président de la République, le général António Ramalho Eanes, lui demande de rester en fonction jusqu’à la ratification du traité d’adhésion à la CEE.

- 4 juillet, Espagne : Felipe González remanie son gouvernement[98]. Carlos Solchaga, nouveau ministre de l’Économie et des Finances, lance un vaste programme de privatisations[99].
- 5 juillet : adoption de la loi dépénalisant l’avortement en Espagne[100].
- 12 juillet, Portugal : dissolution du Parlement à la suite de la rupture de la « grande coalition » entre le Parti socialiste et le Parti social-démocrate[101].

- 8 septembre : élections législatives norvégiennes[102]. Le Gouvernement Willoch, minoritaire, doit composer avec les deux députés du Parti du progrès[103].
- 9 - 11 septembre : émeutes de Handsworth près de Birmingham au Royaume-Uni (Handsworth riots (en)) ; deux postiers sont tués dans un incendie et 122 personnes sont blessées, pour la plupart des policiers[104].
- 12 - 18 septembre : le Royaume-Uni expulse 31 « diplomates » soviétiques ; l’Union soviétique réplique de même le 14 septembre[105].
- 15 septembre : le Parti social-démocrate d’Olof Palme remporte les élections législatives suédoises ; le Parti du peuple gagne 30 sièges[106].
- 22 septembre-7 octobre : le Pont Neuf est emballé par les artistes Christo et Jeanne-Claude[107] dans un film de polyester ocre jaune d'une surface de 40 876 m² dont la réalisation a nécessité 3 076 mètres de corde et 12 tonnes de chaînes d'acier.
- 28-29 septembre : émeutes à Brixton (43 blessés, 230 arrestations), puis à Tottenham dans la banlieue de Londres le 6 octobre (un policier tué, 20 civils et 223 policiers blessés)[104].

- 6 octobre, Portugal : victoire des sociaux-démocrates et percée des centristes lors des élections législatives anticipées[101].
- 13 octobre : élections législatives belges[108].
- 15 octobre : signature à Strasbourg de la charte européenne de l’autonomie locale[109].
- 18 octobre : création de TransManche Link, consortium de 10 entreprises, cinq françaises et cinq britanniques, chargé de construire le tunnel sous la Manche[110].
- 24 octobre : seconde grève générale des femmes en Islande (la première en 1975) ; le même jour, la présidente Vigdís Finnbogadóttir refuse de signer un décret interdisant aux hôtesses de l’air de participer à la grève[111].

- 6 novembre : le dirigeant social-démocrate Aníbal Cavaco Silva est nommé Premier ministre du Portugal et forme le Xe gouvernement constitutionnel portugais[112]. Il reste celui qui occupa le plus longtemps cette fonction (fin du mandat en 1995).
- 15-19 novembre : sommet anglo-irlandais de Hillsborough, au terme duquel sont signés des accords qui reconnaissent un droit de regard à l’Irlande du Sud sur les affaires de l’Ulster et instaurent un conseil intergouvernemental discutant des problèmes et de l’avenir politique de la province[86]. La violence continue, avec 602 victimes en 1985-1993, imputables à 70 % à l’IRA provisoire[réf. nécessaire].

- 27 décembre : attentats palestiniens mortels simultanés dans les aéroports de Rome et de Vienne contre la compagnie El Al[113] ; 19 morts et 115 blessés.

## Décès en 1985

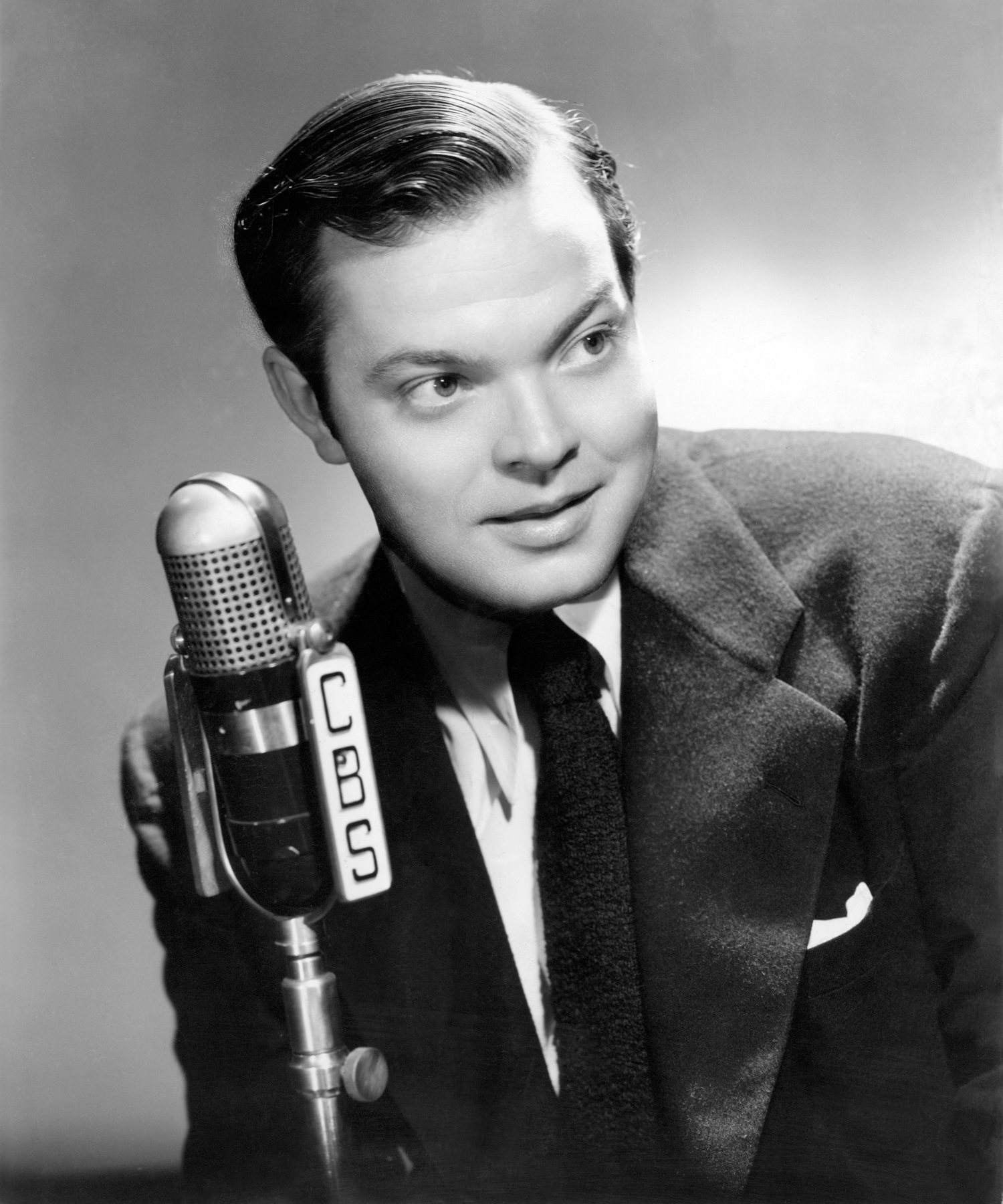
Orson Welles.

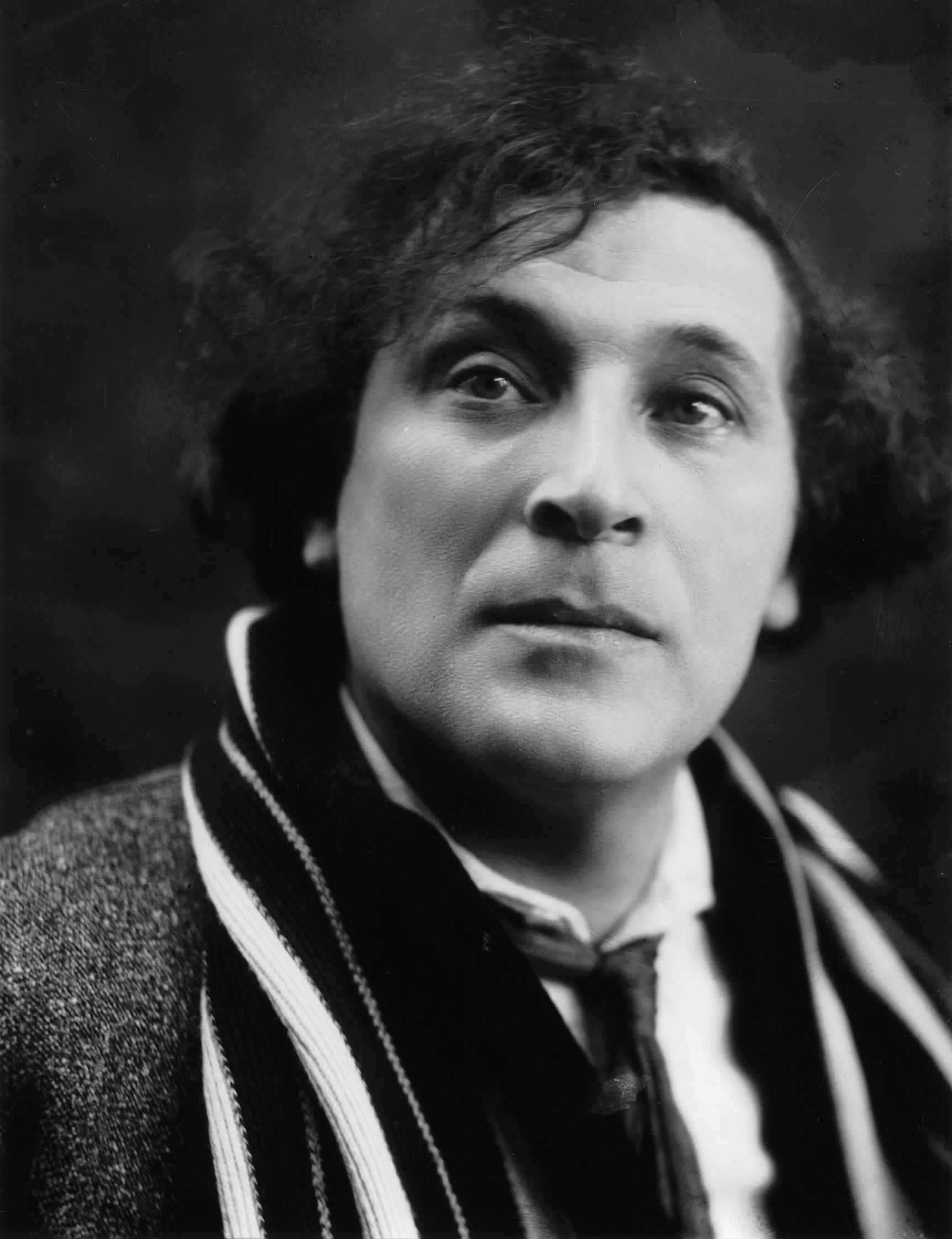
Marc Chagall

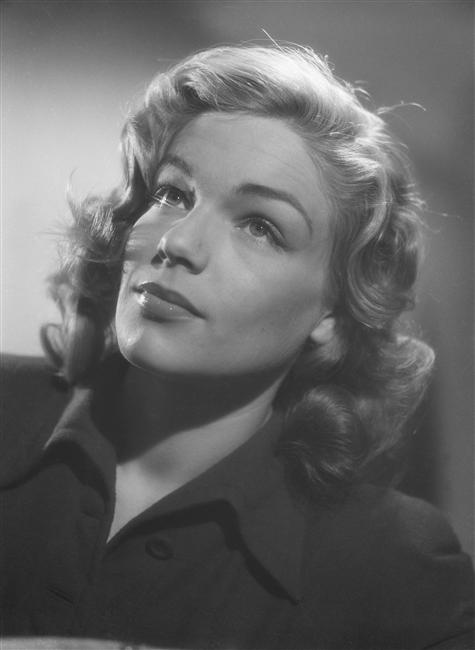
Simone Signoret

Personnalités majeures décédées en 1985
- 6 février : James Hadley Chase (écrivain britannique)
- 10 mars : Konstantin Tchernenko (homme politique soviétique)
- 28 mars : Marc Chagall (peintre et graveur français d'origine russe)
- 11 avril : Enver Hoxha (homme politique albanais)
- 12 mai : Jean Dubuffet (peintre et sculpteur français)
- 16 juillet : Heinrich Böll (écrivain allemand)
- 28 juillet : Michel Audiard (scénariste et cinéaste français)
- 8 août : Louise Brooks (actrice américaine)
- 30 septembre : Charles Francis Richter (sismologue américain)
- 30 septembre : Simone Signoret (actrice française)
- 10 octobre : Yul Brynner (acteur américain)
- 10 octobre : Orson Welles (cinéaste et acteur américain)
- 27 novembre : Fernand Braudel (historien français)

## Innovations technologiques
- Sortie de la console de jeu NES
- Lancement du système opérateur Windows 1.0 et du logiciel Microsoft Excel
- Début de la commercialisation de l'Amiga
- Lancement du CD-ROM
- Invention du microscope à force atomique